# Radinskya yupingae
La radinskya (Radinskya yupingae) è un mammifero erbivoro di incerta collocazione sistematica, forse vicino all'origine dei perissodattili. Visse nel Paleocene superiore (circa 60 milioni di anni fa) e i suoi resti fossili sono stati ritrovati in Cina.

## Descrizione
Tutto ciò che si conosce di questo animale è un cranio parziale, completo di dentatura superiore. Non è chiaro quindi quale fosse l'aspetto dell'animale, ma dal tipo di dentatura sono state fatte alcune ipotesi circa la sua identità. Uno studio del 2006 ha messo in luce alcune caratteristiche dei molari, quadrati e dotati di un profilo romboidale. I molari, inoltre, erano provvisti di una corona a forma di π costituita da un ectolofo incipiente, un protolofo e un metalofo (ovvero le creste sulle corone). Questa disposizione assomiglia notevolmente a quella dei perissodattili arcaici, ma i robusti conuli (cuspidi) e alcuni altri caratteri indicano che Radinskya potrebbe essere stato vicino all'enigmatica famiglia dei fenacolofidi (Phenacolophidae).

## Classificazione
Radinskya (il cui nome onora il paleontologo Leonard Radinsky, esperto di perissodattili e scomparso prematuramente nel 1985) è stato descritto per la prima volta nel 1989. Prima della scoperta di questo animale, i paleontologi ipotizzavano un'origine nordamericana per i perissodattili, e una loro divergenza dai tetiteri era considerata probabile tra il Paleocene superiore e l'Eocene inferiore. La scoperta di Radinskya in Cina in strati del Paleocene superiore ha messo in dubbio tale ipotesi, e ha portato alla conclusione che i perissodattili si siano originati in Asia per poi diffondersi in Europa, Nordamerica e Africa durante l'Eocene. Secondo uno studio successivo (Rose, 2006), Radinskya potrebbe essere il sister taxon di tutti gli Altungulata, o forse potrebbe essere più vicino all'origine dei perissodattili di qualunque membro dei Phenacodontidae (Holbrook, 2014). Altre classificazioni hanno visto Radinskya incluso negli embritopodi (un altro enigmatico gruppo di mammiferi del Paleogene) o un rappresentante dei Phenacolophidae. Un altro enigmatico mammifero forse vicino all'origine dei perissodattili è Olbitherium.